# СК Бастия
Спортен клюб дьо Бастия (на френски: Sporting Club de Bastia) е френски футболен отбор, играе в гр. Бастия, Корсика. През сезон 2004-05, Бастия завършват на 19-о място в Лига 1 и изпадат в Лига 2. През сезон 2005-06 завършват 6-и, следващия сезон на 9-о място. Успехите на славния някога клуб включват участие на финал в турнира за Купата на УЕФА през 1978 г. (загубен с 0:0 и 0:3 от ПСВ Айндховен), Купа на Франция през 1981 г., както и спечелване на Купа Интертото през 1997 г.

## Успехи
- Купа на Франция
  - Носител – 1981
  - Финалист (2): 1972, 2002
- Купа на Френска Лига
  - Финалист – 1995
- Лига 2
  - Шампион – 1968
- Купа Интертото
  - Носител – 1997
- Купа на УЕФА
  - Финалист – 1978

## Известни бивши футболисти
- Паскал Шимбонда
- Драган Джаич
- Микаел Есиен
- Кристиан Карембьо
- Роже Мила
- Любомир Моравчик
- Джони Реп
- Йозеф Млинарчик
- Алберто Тарантини
- Грег Вени
- Александър Сонг
- Седрик Юрас

## Бивши треньори
- Хенри Касперчак
- Жерар Жили